# Familia Barnard
Las raíces del apellido Bernard provienen de las antiguas familias normandas de Francia que se trasladaron al norte de Inglaterra, Hoy conocido como Escocia, alrededor del siglo X. Dentro de estos clanes Familiares destacan Los Dampierre, Harcourt, Vinoy y Bailleol o Bailleul. Retomado en inglés, el último apellido se conoció como Baliol o Balliol del cual aparece un personaje llamado Guy o Guido de Balliol barón normando conquistador del norte de las islas británicas y padre de Bernard Guy de Balliol el Viejo, quien construyó el castillo "Bernard" en 1138 en la región del condado de Durham y Darlington, pero debido a un error en la pronunciación inglesa, en los documentos oficiales aparece como "Castillo Barnard" (Barnard Castle), quedándose como actualmente se usa y así nace el apellido.

## Historia
Al morir Barnard Guy de Balliol el Viejo, su hijo Barnard el Joven (1167) tomó posesión del castillo en 1198. En 1215 nace Hugh de Balliol, hijo de Barnard el Joven. Hugh contrae matrimonio con la princesa normanda Eustace, y fueron padres de John de Balliol que heredó el castillo familiar y lo reconstruyó para casarse y vivir con la sajona Devorguilla, hija del Conde Alan de Galloway. En 1260 nace su hijo John o Juan de Balliol y su padre muere en 1278 y 12 años más tarde muere su madre.

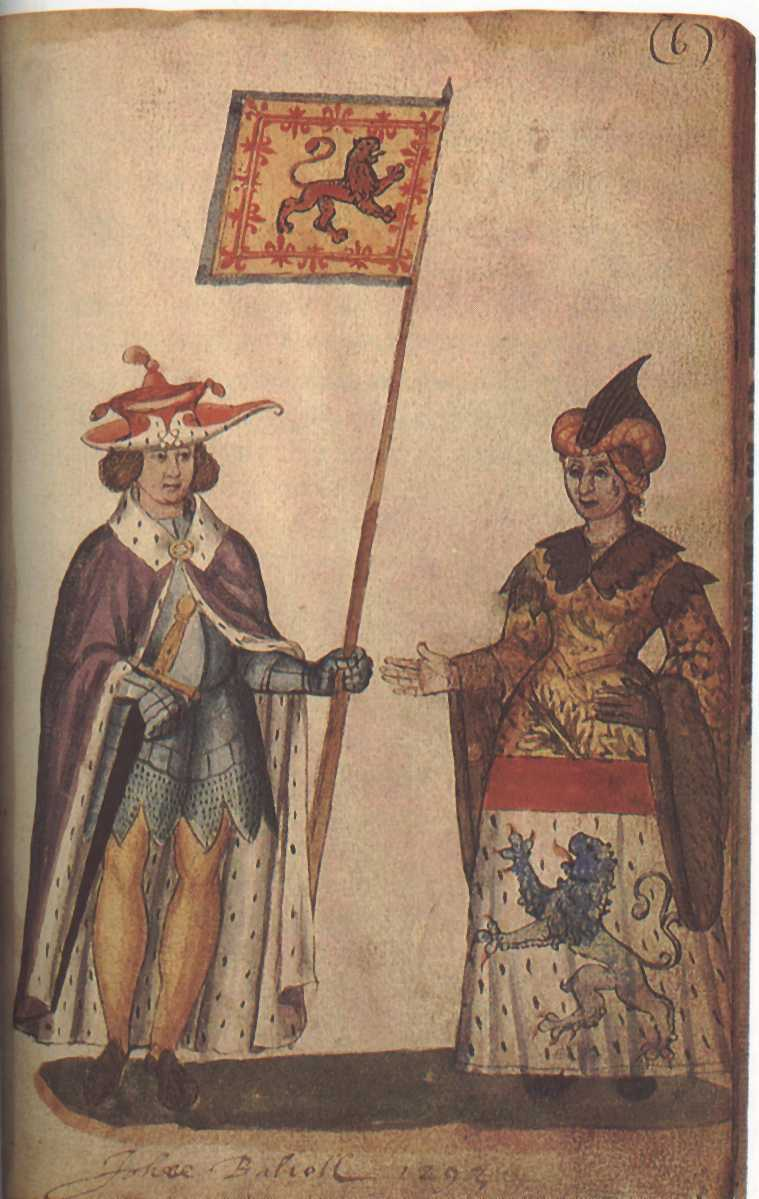
Juan de Balliol y su esposa Isabel de Warenne.

Juan de Balliol hijo es elegido como Rey Juan I de Escocia el 30 de noviembre de 1292 por los clanes escoceses. Se casó con Isabel hija de John de Warenne, VII conde de Surrey. Pero cuatro años más tarde por rencillas entre las familias es removido de su trono y obligado a huir a Normandía, Francia donde muere en el castillo de Gaillard (Château-Gaillard) en 1315. Aunque tres de sus sucesores lograron tener posteriormente la corona de Escocia y el tercero se llamó Eduardo de Balliol nacido en 1312 y coronado el 24 de septiembre de 1332. 
Eduardo de Balliol decidió finalizar con los problemas con el reinado de Inglaterra y por lo tanto declaró que Escocia le rendiría pleitesía y obediencia a los ingleses, provocando que su hijo Guy de Balliol lo increpara e insultara públicamente, desconociéndolo como rey e inclusive como padre, despreciando el apellido Balliol. Debido a esto adopta el nombre Barnard de su abuelo como su nuevo apellido y se retira al castillo Barnard heredado por el abuelo. Y en 1340 nace oficialmente el apellido Barnard, el Rey Eduardo de Balliol murió en el año 1367 pero antes de esto castigó a su hijo Guy Barnard decretando que a partir de ese momento de ruptura de la familia todos los hijos varones que llevasen el apellido Barnard antepondrían la palabra “Shatter” que se traduce por hacer astillas o quebrar. Pero su hijo lo tomó como una condecoración por su honor al oponerse a rendirse ante los ingleses sin antes luchar y decretó que se cumpliese la orden de Eduardo de Balliol. Guy Barnard se retiró a su castillo localizado en la región del hoy conocido como distrito de Durham a 17 millas al oeste de Darlington. Alrededor de esa zona se forma un pueblo que actualmente se llama Barnard Castle y que fue un pueblo con importancia por su desarrollo artesanal, posteriormente industrial en el ámbito de curtido y maquila de pieles, también se fundó un convento Agustino en el siglo XVI.

## Migración

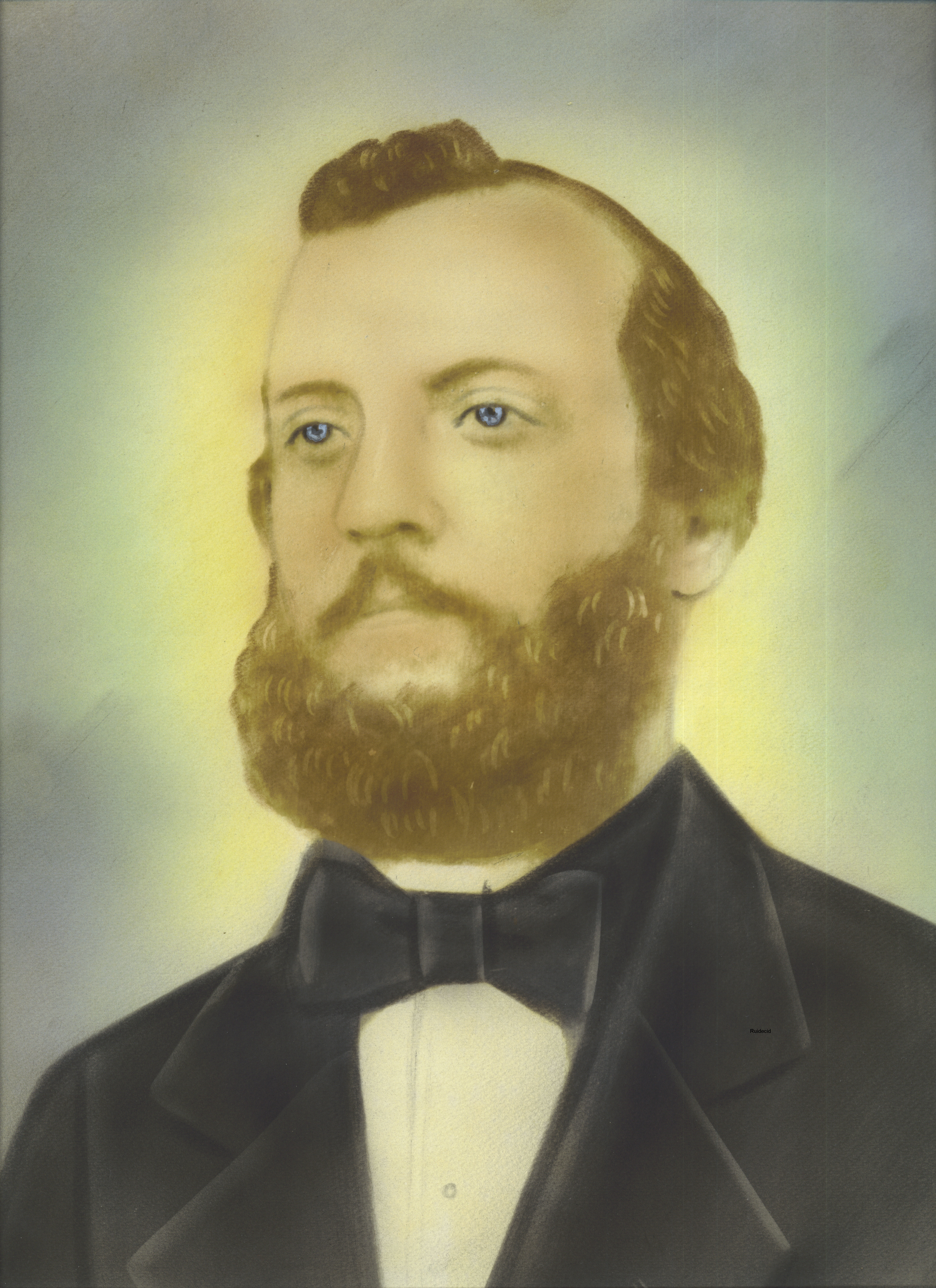
William Shatter Barnard.

La mayoría de los descendientes de Guy Barnard se dedicaron al comercio, ocupando algunos cargos de nobleza, pero a finales del siglo XVIII Eduardo Barnard funda un negocio de arte en la ciudad de Londres. Un hijo de este comerciante llamado Enrique Barnard se traslada a los Estados Unidos de América donde se casa con la señorita Porter de la cual procrean a Federico Augusto Porter Barnard (1809-1889) quien fue un notable científico y educador nacido en Sheffield Massachusetts quien fundó en 1889 el “Colegio Barnard” (Barnard College) para señoritas y actualmente tiene un vínculo directo con la Universidad de Columbia (Columbia University) en New York. Otro conocido fue Enrique Barnard (1811-1900) nacido en Hartford Connecticut.
La dinastía Barnard que se fue a radicar a los Estados Unidos desobedece el mandato de anteponer la palabra Shatter. Hay otros Barnard que destacan en este país como son: Jorge Grey Barnard escultor nacido en Pensylvania en 1863 y Edward Emerson Barnard (1857-1923) destacado astrónomo que en 1892 descubre la “Estrella de Barnard” y otros cuerpos celestes como cometas y nebulosas.
Dos hermanos gemelos hijos del comerciante Eduardo Barnard llamados Henry Barnard y William Barnard abandonan a la edad de 18 años su casa en Londres y llegan al puerto de Liverpool donde se embarcan, en contra de su padre, a dos distintos lugares cada uno respectivamente el primero Henry se enfila hacia Sudáfrica y el segundo William a Jamaica para no ser encontrados por su padre.

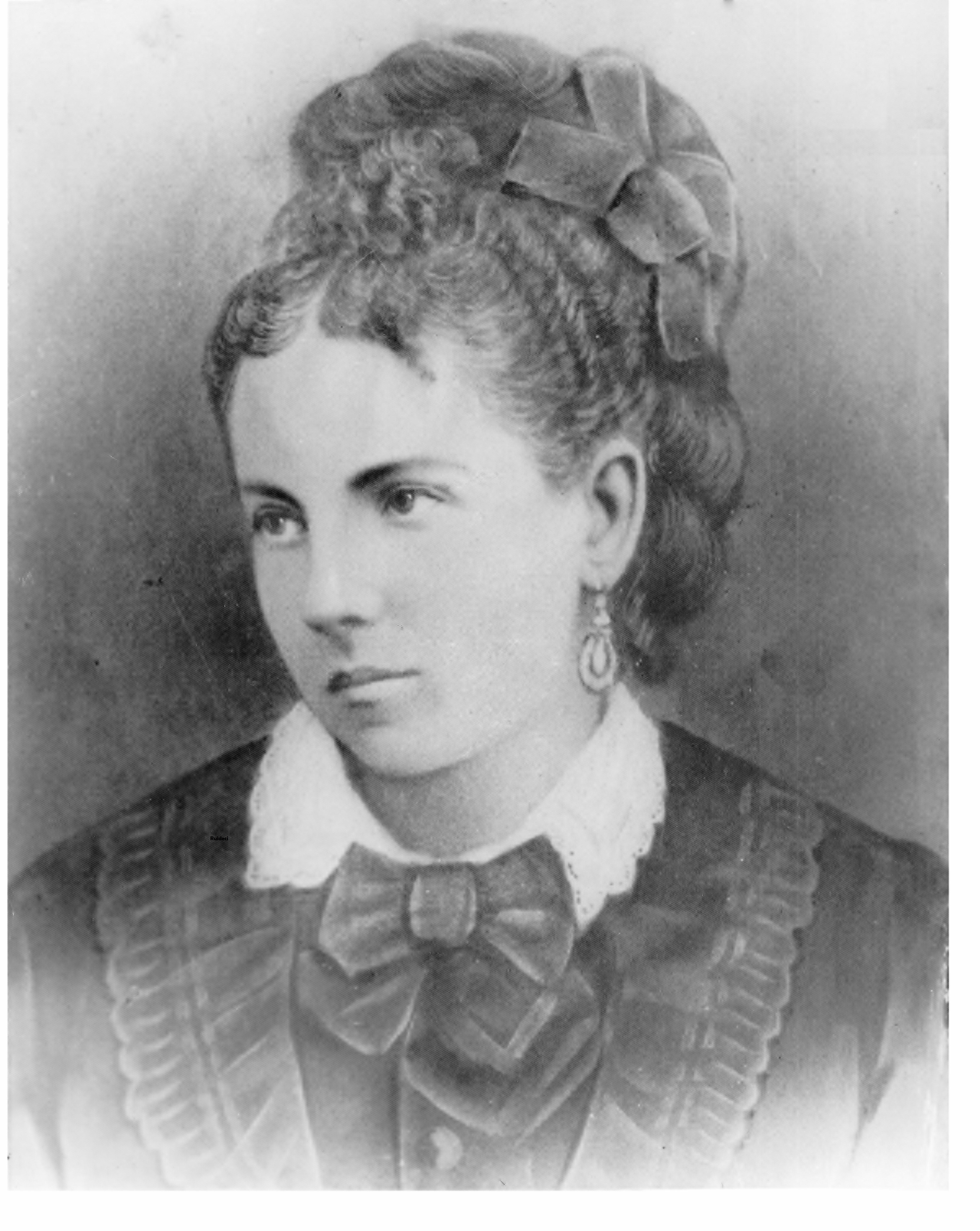
Amelia Barnard Maldonado

Henry Shatter Barnard se instala en Sudáfrica y tiene descendencia que conserva el apellido, uno de sus nietos alcanza fama internacional por realizar el primer trasplante de corazón en humanos en 1967 el renombrado cirujano Dr. Christiaan Neethling Barnard (1922-2001) por lo que recibió el premio internacional Hammarskjold para la ciencia.
William Shatter Barnard se establece en la isla de Jamaica donde se casa con la señorita Mary Eloyd Sharrer donde procrearon en 1862 a Carlos Sharrer Barnard en Kingston Jamaica. Pero él modifica el apellido de su madre para retomar el Shatter en lugar de Sharrer. Carlos se traslada a México y se establece en Huimanguillo Tabasco donde contrajo matrimonio con la señorita Cira Dolores Maldonado y Maldonado hija de Don Fernando Nicolás Maldonado quien fuera gobernador del Estado de Chiapas (1848-1849) Interino (1850-1855) Constitucional y heredera de las haciendas de “El Plan” y “El Carmen”. Luego Carlos se convierte en comerciante, con una cantina y billar, una agencia de servicios fúnebres en Coatzacoalcos Veracruz y más tarde en la ciudad de Puebla construyó el Hotel San Carlos en la esquina de la Plaza de Armas, también coloco una agencia de alquiler de carruajes de caballo con un taller de reparación y fue el primero en importar "automóviles eléctricos" a México.

## Descendencia
Del matrimonio de Carlos Shatter Barnard y Cira Dolores Maldonado procrearon once hijos que se llamaron: Guillermo, Plutarco, Dolores, Francisco, Enrique, María, Carlos, Amelia, Cira, Emma y Roberto. Por el lado de las mujeres, Dolores Barnard Maldonado se casó con Jess Cory, Amelia Barnard Maldonado se casó con el Dr. Rafael Gómez, uno de sus hijos el Dr.Rodrigo Gómez Barnard estudió Médico Cirujano en la Universidad Nacional Autónoma de México (UNAM) y posteriormente estudió Médico Homeópata y Partero en el Instituto Politécnico Nacional (IPN) fue un destacado profesor e investigador en esta última institución.

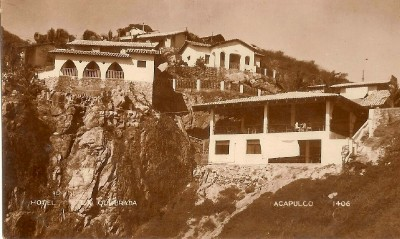
Hotel El Mirador, 1940.

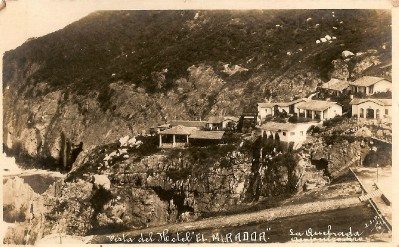
Hotel El Mirador y La Quebrada, 1940.

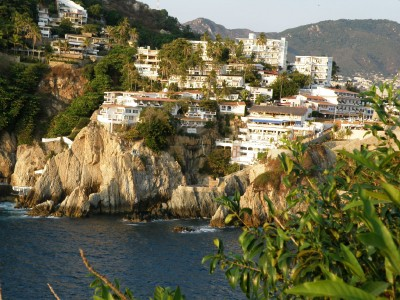
Hotel El Mirador en la actualidad.

Por el lado de los hombres Carlos Sharrer Barnard Maldonado hermano de doña Amelia, se casó con Francisca Govea Villela, quienes, procrearon a Roberto y Elena Esperanza Barnard Govea, Roberto se casó con Mireya Millán Todd, quienes a su vez procrearon a Carlos Fernando, Yolanda Mireya, Roberto Francisco y Beatriz Eugenia todos ellos Barnard Millán. Carlos Fernando Barnard Millán y Silvia Villalba del Río, procrearon a Viridiana Silvia, Lic. Carlos Fernando y Christianne; en ese orden, todos con apellido Barnard Villalba. Viridiana procreó a Iván Andrei Barnard Villalba. Yolanda Mireya Barnard Millán se casó con Rafael Allende Lastra. Beatriz Eugenia Barnard Millán procreó a Erica Barnard Millán. Actualmente Carlos Fernando, Yolanda Mireya y Beatriz Eugenia viven en Mérida, Yucatán desde hace 25 años, no obstante los descendientes de Carlos Fernando viven en Guadalajara desde hace aproximadamente 20 años. Roberto Francisco fundó el H. Cuerpo de Bomberos de Zihuatanejo, Guerrero, en 1988 y fue el primer Comandante de Bomberos del Aeropuerto Internacional de Zihuatanejo en 2001, falleció el 5 de agosto de 2018 y estuvo casado con Irma Elba Rodríguez Moreno, tiene a cuatro hijos registrados con su apellido en dos matrimonios previos: Roberto Héctor casado con Belinda Torres Martínez, procreando a Sofía Barnard Torres, radicando en Torreón, Coahuila , Priscila  , Alejandra Janeth, casada con Pedro Mincitar y Mireya Edith, casada con Christian Guerrero Arroyo todos de apellido Barnard.
Por otro lado Elena Esperanza Barnard se casó con Mario Talavera Tenorio, procreando a Mario Alberto, Elena Esperanza y Gloria Cristina Talavera Barnard, a su vez Mario Alberto Talavera Barnard se casó con María del Consuelo Enríquez Ayala procreando a Karla Vanessa;  a su vez Elena Esperanza Talavera Barnard se casó con Alexis Mawcinitt radicados en Veracruz, procreando a un hijo de nombre Alexis Bayron Mawcinitt Talavera, Gloria Cristina Talavera Barnard se casó con Ricardo García Briseño, procreando a Monserrat y Vernon García Talavera, radicados en Monterrey. 
Parte de las raíces Barnard trabajaron en Acapulco donde la labor realizada por don Carlos Sharrer Barnard Maldonado en ese puerto y sobre todo su visión para construir el hotel El Mirador en la zona conocida como La Quebrada de Acapulco. En 1933 Carlos Sharrer Barnard Maldonado construyó la primera sección del hotel El Mirador, que tenía originalmente doce cabañas colocadas sobre los acantilados, después fue vendido y actualmente es uno de los hoteles más famosos de la zona, junto con su restaurante La Perla son el mejor lugar para ver los sorprendentes clavados.
Doña Emma Barnard Maldonado se casó con el Ing. Manuel Tranquilino Caballero Oliden a su vez ellos procrearon a cinco hijos: Carlos, Cira Emma, José Manuel, Francisco y Guillermo estos con apellido Caballero Barnard. Don Guillermo Barnard Maldonado se casó con Victoria Jiménez y Plutarco Barnard procreó con su esposa Ángela Barriobero cuatro hijos: Ofelia Barnard Barriobero, Cira Dolores Barnard Barriobero, Carlos Barnard Barriobero y Enrique Barnard Barriobero, este último se fue a vivir a San Diego California, naturalizado prestó servicio en el ejército de los Estados Unidos en la Segunda Guerra Mundial y uno de sus hijos se colocó como locutor de televisión en ese lugar. 
El Dr. Rodrigo Gómez Barnard en su primer matrimonio procreó a Héctor Mario Gómez Galvarriato. Años más tarde procreó a María de la luz Gómez Márquez quien es licenciada en Educación por Texas State University, naturalizada americana. El Dr. Rodrigo Gómez Barnard en posterior matrimonio procreó doce hijos: Ricardo, Rafael, Amelia, Rosa, Manuel, Lourdes, Matilde, Silvia, Margarita, Armando, José Luis, y Angélica; todos de apellido Gómez Chávez.

## Resumen
En el siglo XX el apellido Barnard en línea directa desapareció totalmente en Inglaterra y Escocia ya que por conducto de la embajada Inglesa en México se le hicieron llegar a la viuda de Enrique Barnard Doña Cira Dolores Maldonado de Barnard recuerdos de la familia como documentos, piezas de plata y cerámica de la vajilla con el escudo de armas de la familia; de los cuales muchos han desaparecido.
Es la dinastía Barnard la que aquí se registra a grandes rasgos tanto de Escocia, Estados Unidos, Sudáfrica y México con los personajes destacados pertenecientes a este apellido nacido en Escocia y retomado en nombre de una rebeldía en contra de un rey traidor. Es intención de este texto que se conozcan la ascendencia real y la destacada participación del apellido en los diferentes ámbitos del quehacer humano. El linaje de la familia Barnard está basado en los principios de dignidad y valor en los cuáles se han forjado las historias de esta familia y del escudo un listón con el lema "BEAR AND FOREBEAR" que se traduce literalmente como "OSO Y MEDIO OSO" o de la forma simbólica significa "Fuerza y resignación" ante la fractura familiar ocurrida en 1340.

## Personas destacadas
- Henry William Barnard (1799-1857) Oficial del ejército británico
- Federico Augusto Porter Barnard (1809-1889) Educador USA
- George gris Barnard (1863-1938) Escultor USA
- Henry Barnard (1811-1900) Jurista, educador y político USA
- Alfred James Barnard (1920) Químico USA
- Lance Herbert Barnard (1919-1997) Político (vice primer ministro de Australia 1972-1974)
- Marjorie fe Barnard (1897-1987) Novelista australiana
- Edward Emerson Barnard (1857-1923) Astrónomo estadounidense
- Carlos Sharrer Barnard Maldonado (1902-1961) Empresario mexicano
- Rodrigo Gómez Barnard (1899-1979) Médico cirujano e investigador mexicano
- Christian Neethling Barnard (1922-2001) Médico cirujano e investigador sudafricano
- John Barnard (1946) Ingeniero británico de la Fórmula 1
- Alfredo Barnard Quintana (1948) General de brigada ret. del ejército mexicano